# San Siro 2007
San Siro 2007 – trzeci koncertowy album włoskiej piosenkarki Laury Pausini, wydany w dniu 30 listopada 2007 roku. Koncert odbył się 2 czerwca 2007 roku we Włoszech na jednym z największych stadionów świata – San Siro, gdzie bilety zostały wyprzedane do końca i pojawiło się tam ponad 70 tysięcy widzów z takich różnych państw jak Włochy, Hiszpania, Chiny, Meksyk, Brazylia, Francja itd. Wokalistka na stadionie śpiewała w takich językach jak włoski, hiszpański, portugalski, francuski i angielski. Gościnnie na koncercie wystąpił włoski, młody piosenkarz – Tiziano Ferro. Koncert został pierwszy raz wypuszczony w telewizji 11 grudnia 2007 i obejrzało go prawie 3mln ludzi

## Lista utworów
1. Io canto
2. Gente
3. Destinazione Paradiso
4. E ritorno da te
5. Medley: Dove sei, Mi libre canción (hiszpański), Come il sole all'improvviso (francuski), Benedetta passione
6. La solitudine
7. Ascolta il tuo cuore
8. Medley: La prospettiva di me, Parlami
9. Viveme (hiszpański)
10. Tra te e il mare
11. Un'emergenza d'amore
12. Dispárame, dispara (hiszpański)
13. Medley: Prendo te, Uguale a lei, Cinque giorni, Strani amori
14. Resta in ascolto
15. Due
16. Medley: La isla bonita (angielski), Y mi banda toca el rock (hiszpański)
17. Non me lo so spiegare – z Tiziano Ferro
18. Medley: Quando, In assenza di te, Surrender (angielski), Apaixonados como nós (portugalski)
19. Scrivimi
20. Favola
21. Le cose che vivi
22. Una storia che vale
23. Come se non fosse stato mai amore
24. Incancellabile
25. Credits
26. Backstage